# Лебрюн, Клод
Клод Лебрю́н (англ. Claude LeBrun, род. 26 ноября 1956 года в Далласе, штат Техас) — североамериканский геометр, специалист в комплексной и дифференциальной геометрии, в первую очередь, четырёхмерных многообразий, а также теории относительности. Профессор Университета штата Нью-Йорк в Стони-Бруке.

## Биография
Выпускник Хансен-колледжа университета Райса (1977), учился в аспирантуре в Оксфорде под руководством Роджера Пенроуза, и в 1980 году защитил диссертацию «Spaces of Complex Geodesics and Related Structures», после чего получил место в Стони-Бруке.
В 1994 году был приглашённым докладчиком на Международном математическом конгрессе в Цюрихе, тема доклада — «Anti-self-dual metrics and Kähler geometry». В 2012 году был избран членом Американского математического сообщества. В 2016 году 60-летний юбилей Лебрюна был отмечен конференцией в Монреале. В 2018 году Лебрюн получил премию фонда Саймонса, а в 2020 году был произведён в выдающиеся профессоры (англ. SUNY Distinguished Professor) Стони-Брукского университета.

## Диссертация
Диссертация Лебрюна углубляет труды его великого учителя в области теории твисторов. Именно, он рассматривает {\displaystyle n}-мерные комплексные многообразия, снабжённые голоморфной проективной связностью; локальные геодезические относительно такой связности допускают параметризацию {\displaystyle (2n-2)}-мерным комплексным многообразием. Каждая точка изначального многообразия определяет подмногообразие {\displaystyle \mathbb {C} \mathbf {P} ^{n-1}} в пространстве геодезических, поскольку каждое комплексное касательное направление в точке допускает единственную геодезическую, касательной к которой оно является. Голоморфная проективная связность на изначальном многообразии может быть восстановлена по этой сетке подмногообразий в пространстве геодезических, а малые деформации комплексной структуры на нём соответствуют малым вариациям проективной связности. Для тривиального случая проективной плоскости {\displaystyle \mathbb {C} \mathbf {P} ^{2}} геодезические это проективные прямые, а параметризует их двойстванная проективная плоскость; тем самым диссертацию Лебрюна можно воспринимать как далеко идущее обобщение проективной двойственности.
Аналогичный результат был получен Лебрюном для комплексного многообразия с конформной связностью, сиречь голоморфной конформной структурой (или же полем квадратичных конусов) вкупе с тензором кручения, и пространства локальных изотропных геодезических на нём (то есть геодезических, касающихся этого поля конусов — иначе они называются светоподобными или нуль-геодезическими). В случае зануления тензора кручения, как было доказано Лебрюном, пространство изотропных геодезических допускает голоморфную контактную структуру, и обратно — наличие голоморфной контактной структуры на пространстве изотропных геодезических вынуждает кручение конформной структуры на изначальном пространстве обращаться в нуль. Этот результат имеет место только в случае, когда размерность комплексного многообразия 4 или выше; для трёхмерных многообразий Лебрюн построил каноническое вложение в четырёхмерное многообразие с конформной связностью, кривизна которой самодвойственна, при котором кручение изначальной структуры выражается через форму внешней кривизны этого вложения.

## КР-твисторы трёхмерных многообразий

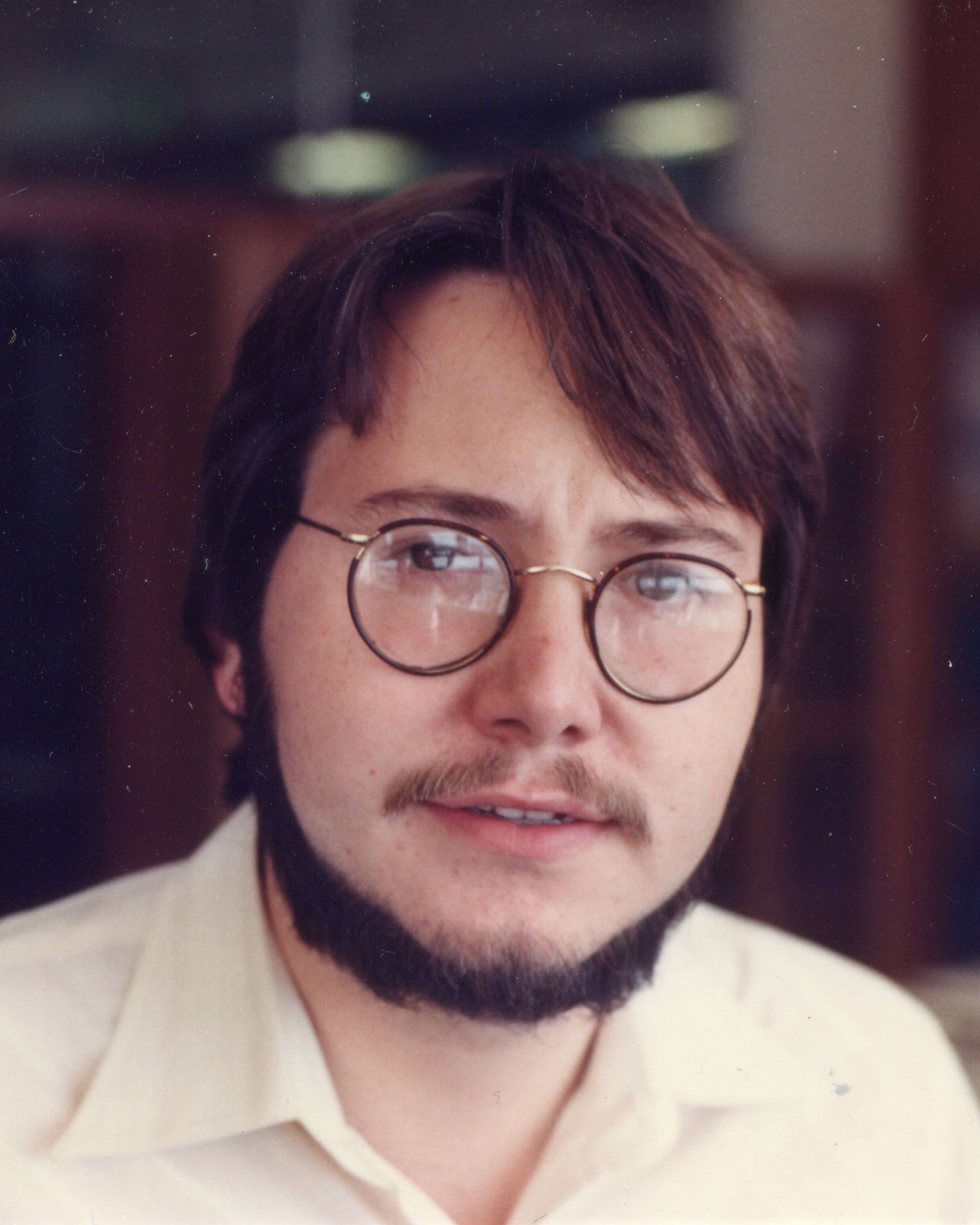
в Калифорнии в 1982 году, из архива Джорджа Бергмана

В 1984 году в Trans. Am. Math. Soc. была напечатана статья Лебрюна Twistor CR Manifolds and Three-Dimensional Conformal Geometry, в которой он распространил твисторную теорию также на вещественные трёхмерные многообразия с конформной структурой — то есть такие, на которых можно говорить о взаимной перпендикулярности векторов, но не их абсолютной длине (если вообразить, что времени нет, таковым, в сущности, является наше трёхмерное пространство: единица длины выбирается нами весьма произвольно, и до известной степени то, что единицу длины на Земле и единицу длины на Плутоне вообще можно осмысленно сравнивать, есть акт веры). Ему в соответствие ставится вещественно пятимерное многообразие с КР-структурой, то есть четырёхмерным контактным распределением, снабжённым полем операторов поворота на 90°, превращающим его в двумерное комплексное распределение, и к тому же удовлетворяющему условию интегрируемости, и семейством голоморфных рациональных кривых, касающихся этого комплексного распределения. Условие интегрируемости сводится к тому, что на уровне рядов Тейлора пятимерное многообразие в каждой точке можно воплотить как ряд Тейлора вещественной гиперповерхности в {\displaystyle \mathbb {C} ^{3}} такой, что контактное подпространство будет в точности комплексно двумерной плоскостью, лежащей в вещественно пятимерном касательном пространстве к гиперповерхности, а оператор поворота на 90° будет в точности оператором умножения векторов в {\displaystyle \mathbb {C} ^{3}} на {\displaystyle {\sqrt {-1}}}. Обратно, по пятимерному КР-многообразию с семейством рациональных кривых изначальное трёхмерное многообразие с конформной структурой восстанавливается однозначно.
Заметим, что существование подлинных локальных карт со значениями в {\displaystyle \mathbb {C} ^{3}} на твисторах Лебрюна автоматически влекло бы аналитичность функций переклейки (в силу аналитичности комплексно дифференцируемых отображений), и следовательно наличие на изначальном трёхмерном многообразии аналитической структуры.
Лебрюн получил эту структуру хитроумной геометрической конструкцией, из которой интегрируемость этой КР-структуры была очевидна (а именно рассмотрев вектора в комплексификации кокасательного расслоения, изотропные относительно конформной структуры). Миша Вербицкий дал гораздо более простое описание КР-твисторов Лебрюна. Именно, если зафиксировать риманову метрику, определяющую конформную структуру на трёхмерном многообразии {\displaystyle X}, то КР-твисторы Лебрюна можно отождествить с тотальным пространством {\displaystyle UTX} расслоением касательных векторов единичной длины. Касательное расслоение к {\displaystyle UTX} раскладывается при помощи связности Леви-Чивиты в ортогональную прямую сумму {\displaystyle T(UTX)=Ver\oplus Hor}, где {\displaystyle Ver_{v,x}=T_{v}(UT_{x})} — касательное пространство к единичной сфере в {\displaystyle T_{x}X}, а {\displaystyle Hor_{v,x}} изоморфно проецируется на {\displaystyle T_{x}X}. Контактная плоскость в точке {\displaystyle (v,x)} (где {\displaystyle v\in T_{x}} — единичный вектор) задаётся как линейная оболочка {\displaystyle Ver_{v,x}} и перпендикулярного подпространства {\displaystyle v^{\perp }\subset T_{x}\cong Hor_{v,x}}, а оператор поворота на 90° — как стандартная комплексная структура на сфере Римана по вертикали и как векторное умножение на {\displaystyle v} по горизонтали (то есть в пределах {\displaystyle v^{\perp }}; напомним, что в размерности три задать евклидову структуру это всё равно что задать векторное произведение).
Отсюда, например, можно вывести явное описание твисторов Лебрюна для круглой сферы {\displaystyle S^{3}}. Именно, реализуем её как экваториальную сферу в {\displaystyle S^{4}}. Единичный касательный вектор {\displaystyle e\in T_{x}S^{3}} к {\displaystyle S^{3}} в точке {\displaystyle x\in S^{3}} можно воспринять как пару перпендикулярных единичных векторов {\displaystyle \{e,n\}\in T_{x}S^{4}}, где {\displaystyle n_{x}} — единичная нормаль к {\displaystyle S^{3}\subset S^{4}} в точке {\displaystyle x}. Они задают ортогональную комплексную структуру на пространстве {\displaystyle T_{x}S^{4}}, определённую условием {\displaystyle I(n)=e}. Обратно, всякая ортогональная комплексная структура на {\displaystyle T_{x}S^{4}} определяет единичный касательный вектор к {\displaystyle S^{3}} как образ единичной нормали под поворота на 90°. Расслоение над {\displaystyle S^{4}}, вешающее над каждой точкой круглой сферы множество ортогональных комплексных структур на касательном пространстве к ней — это классические твисторы, твисторное пространство в данном случае биголоморфно {\displaystyle \mathbb {C} \mathbf {P} ^{3}}, а проекция на {\displaystyle S^{4}} есть кватернионное расслоение Хопфа {\displaystyle \mathbb {C} \mathbf {P} ^{3}=\mathbf {P} _{\mathbb {C} }(\mathbb {C} ^{4})\cong \mathbf {P} _{\mathbb {C} }(\mathbb {H} ^{2})\mapsto \mathbf {P} _{\mathbb {H} }(\mathbb {H} ^{2})=\mathbb {H} \mathbf {P} ^{1}\cong S^{4}}. Соответственно, твисторы Лебрюна круглой сферы суть прообраз экваториальной {\displaystyle S^{3}} при расслоении Хопфа, и тем самым вещественная гиперповерхность в {\displaystyle \mathbb {C} \mathbf {P} ^{3}}, граница трубчатой окрестности нормального расслоения к проективной прямой {\displaystyle \mathbb {C} \mathbf {P} ^{1}\subset \mathbb {C} \mathbf {P} ^{3}}.
Определение Вербицкого хорошо тем, что оно переносится на другой важный случай, когда на римановом многообразии имеется поле векторных произведений — а именно {\displaystyle \mathrm {G} _{2}}-многообразия; кроме того, оно позволяет определить гауссово отображение в абстрактной ситуации поверхности, лежащей в трёхмерном многообразии (сопоставляя точке поверхности единичную нормаль в ней). Однако из этого определения неочевидна ни интегрируемость этой твисторной структуры, ни даже её конформная инвариантность. Последняя может быть доказана, впрочем, изящным вычислением; из него в частности следует, что гауссово отображение поверхности в твисторы Лебрюна является голоморфным тогда и только тогда, когда эта поверхность вполне умбилична. В частности, из конформной инвариантности КР-структуры на твисторах Лебрюна следует, что конформные преобразования переводят вполне умбилические поверхности во вполне убмилические. Поскольку в {\displaystyle \mathbb {R} ^{3}} таковыми являются только сферы и плоскости, отсюда следует классическая теорема Лиувилля о конформных отображениях. Условие голоморфности гауссова отображения для умбилических поверхностей может быть взято за определение КР-структуры на твисторах Лебрюна. Для сравнения, если бы мы требовали голоморфности гауссова отображения для минимальных поверхностей, мы бы пришли к твисторам Илса — Саламона, отличающихся от твисторов Лебрюна тем, что поворот на 90° в горизонтальном направлении у них берётся с обратным знаком. Поскольку в общем римановом многообразии даже локальные умбилические поверхности редки, а минимальные напротив представлены в изобилии, на твисторах Илса — Саламона имеется много голоморфных кривых; в то же время почти КР-структура на них никогда не интегрируема, что означает отсутствие даже локальных голоморфных функций — каковые, напротив, на твисторах Лебрюна представлены в изобилии в силу локальной КР-голоморфной вложимости их в {\displaystyle \mathbb {C} ^{3}}.
Твисторы Лебрюна были использованы Лемпертом для доказательства формальной интегрируемости комплексной структуры на пространстве узлов в трёхмерном многообразии с конформной структурой.

## Ортогональные комплексные структуры на 6-мерной сфере
Размерности два и шесть — единственные, в которых существование почти комплексной структуры на сфере не запрещено из соображений топологии. В размерности два это просто комплексная структура на рациональной кривой; в размерности шесть существует почти комплексная структура, получающаяся из векторного умножения на единичную нормаль к круглой сфере {\displaystyle S^{6}\subset \mathbb {R} ^{7}} (впрочем, так же описывается и комплексная структура на {\displaystyle S^{2}\subset \mathbb {R} ^{3}}). Однако вопрос существования интегрируемой комплексной структуры — то есть локально биголоморфной шару в {\displaystyle \mathbb {C} ^{3}} — весьма туманен. В статье 1987 года Orthogonal Complex Structures on {\displaystyle S^{6}} Лебрюн показал, что такая структура не может быть ортогональной в стандартной круглой метрике на {\displaystyle S^{6}}. Он рассмотрел отображение, сопоставляющее комплексной структуре во всякой точке её собственное подпространство с собственным числом {\displaystyle -{\sqrt {-1}}}, рассмотренное как трёхмерное подпространство в комплексификации {\displaystyle \mathbb {C} ^{7}} объемлющего пространства {\displaystyle \mathbb {R} ^{7}}. Если бы почти комплексная структура была интегрируемой, то это отображение было бы голоморфным вложением {\displaystyle S^{6}} в грассманиан {\displaystyle \mathrm {Gr} (3,7)}. Это бы давало кэлерову форму на {\displaystyle S^{6}} в силу того, что грассманиан можно реализовать в проективном пространстве; но {\displaystyle H^{2}(S^{6})=0}, что ведёт к противоречию.

## Другие статьи
Лебрюну принадлежит около 100 статей в различных разделах геометрии и математической физики.